# Gaudententurm

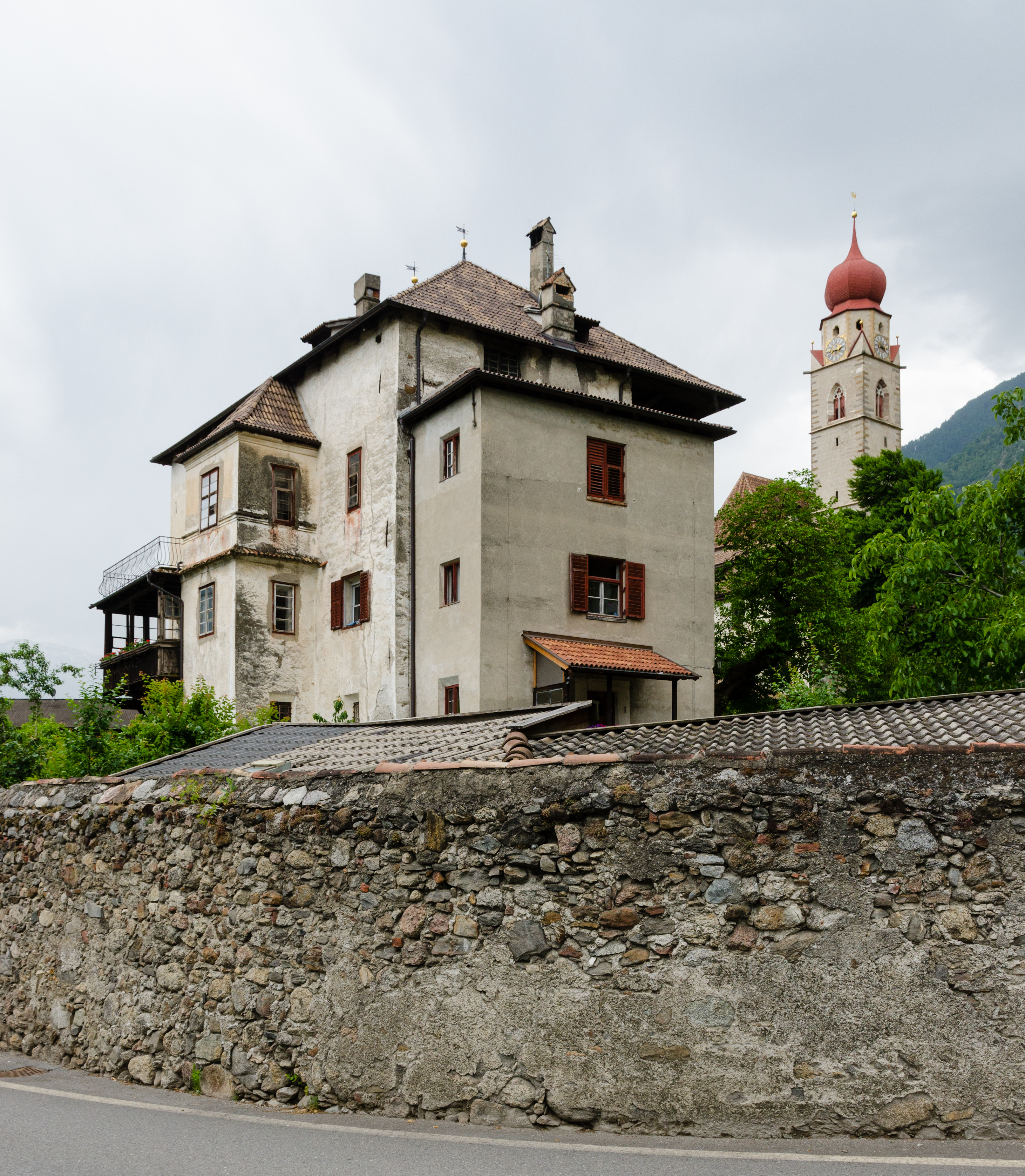
Gaudententurm von Nord-Ost

Der Ansitz Gaudententurm ist ein denkmalgeschütztes Gebäude in Partschins, eine italienische Gemeinde im Vinschgau in Südtirol.
Namensgeber war Gaudenz von Partschins, der im 14. Jahrhundert einen heute im Gesamtkomplex verbauten Wohnturm errichten ließ. Die Hendl verkauften 1586 das Gut an die von Stachlburg.
In der Folge waren die Besitzer die von Waltenhofen (ab 1619), von Rolandin (1638), von Isser (1794), seit 1919 von Sölder.
Das heutige Erscheinungsbild des Ansitzes wurde 1620 durch Cyriac von Waltenhofen, Regimentsrath zu Innsbruck, geschaffen. Aus dieser Zeit ist ein Renaissanceportal, bezeichnet 1620, erhalten. 1955 wurde an der Nordseite ein dreistöckiger, erkerartiger Anbau errichtet. Dieser Zubau erfolgte nach Vorgaben des Trientner Denkmalamts, der ursprüngliche Turm blieb dadurch teilweise sichtbar.
Nach dem Zweiten Weltkrieg lebte hier Ernst von Glasersfeld mit seiner Familie.